# نورجي
نورجي، (بالإنجليزية: Nureci)‏، هي بلدية، في مقاطعة أوريستانو في إقليم سردينيا الإيطالي، وتقع على بعد حوالي 70 كم (43 ميل) شمال كالياري، وحوالي 35 كم (22 ميل) شرق أوريستانو. اعتبارا من 31 ديسمبر 2004، كان عدد سكانها 379 وتبلغ مساحتها 12.9 كيلومتر مربع (5.0 ميل مربع).

## السكان
في سنة 1861 بلغ عدد السكان 552 نسمة، وتطور العدد ليصل في سنة 2011 لـ 348 نسمة.
يظهر هذا المخطط البياني تطور النمو السكاني لـ نورجي